# I'm Good (EP)
I'm Good là đĩa mở rộng đầu tay của Elsie (Hahm Eun-jung) phát hành vào ngày 7 tháng 5 năm 2015 bởi MBK Entertainment với ca khúc chủ đề cùng tên là sự hợp tác giữa cô và nam ca sĩ K.Will. Ngày 30 tháng 10, Elsie tái phát hành album với tựa đề Good Bye với ca khúc chủ đề cùng tên là OST của phim Sweet Temptation.

## Phát hành
Ngày 29 tháng 4, 1theK và MBK Entertainment ra mắt teaser quảng bá cho đĩa đơn sắp ra mắt. Ngày 1 tháng 5 năm 2015, Eun-jung (nghệ danh Elsie) phát hành đĩa mở rộng đầu tay I'm Good đạt vị trí thứ 6 trên bảng xếp hạng âm nhạc Gaon, ca khúc chủ đề cùng tên là sự hợp tác giữa Elsie và K.Will. Duble Sidekick đảm nhập vai trò sản xuất và lời bài hát. Đến ngày 26 tháng 5, Elsie ra mắt phiên bản tiếng Trung cho "I'm Good". Video nhạc của "I'm Good" là có sự tham gia diễn xuất của Ki-o (cựu thành viên nhóm SPEED. '"I'm Good"' đạt vị trí thứ 6 trên Gaon tuần và thứ 14 trên Gaon tháng.
Ngày 13 tháng 10, Eun-jung biểu diễn ca khúc chủ đề "Goodbye" (phiên bản tiếng Trung và tiếng Hàn) trên chương trình trực tiếp V-app. Video âm nhạc của "Goodbye" (phiên bản phiên bản tiếng Trung và tiếng Hàn) và đĩa đơn kỹ thuật số được phát hành vào 13 tháng 10. "Goodbye" (Korean Version) đạt vị trí thứ nhất và thứ 3 theo tuần và tháng trên YinYueTai. Ca khúc cũng đạt vị trí thứ 8 và thứ 28 theo tuần và tháng trên Gaon Music Chart.

## Danh sách bài hát
| I'm Good         | I'm Good                      | I'm Good                                                               | I'm Good                                                                                | I'm Good   |
| STT              | Nhan đề                       | Phổ lời                                                                | Phổ nhạc                                                                                | Thời lượng |
| ---------------- | ----------------------------- | ---------------------------------------------------------------------- | --------------------------------------------------------------------------------------- | ---------- |
| 1.               | "I'm Good" (featuring K.Will) | Duble Sidekick (Park Jang-geun, Kim Jung-seung), David Kim, Long Candy | Duble Sidekick (Park Jang-geun, Kim Jung-seung), Golden Doohyun (Kim Doo-hyun), Mustang | 3:10       |
| 2.               | "Rain Tears" (눈물비)         | e.one (Choi Hyun-joon, Jung Ho-hyun)                                   | e.one (Choi Hyun-joon, Jung Ho-hyun), EJ Show                                           | 3:59       |
| 3.               | "Love Effect"                 | Monster Factory Yang Sung-ok                                           | Monster Factory Yang Sung-ok                                                            | 3:26       |
| 4.               | "I'm Good" (Solo Version)     | Duble Sidekick (Park Jang-geun, Kim Jung-seung) David Kim Long Candy   | Duble Sidekick (Park Jang-geun, Kim Jung-seung) Golden Doohyun (Kim Doo-hyun) Mustang   | 3:10       |
| 5.               | "I'm Good" (Instrumental)     |                                                                        | Duble Sidekick (Park Jang-geun, Kim Jung-seung) Golden Doohyun (Kim Doo-hyun) Mustang   | 3:10       |
| Tổng thời lượng: | Tổng thời lượng:              | Tổng thời lượng:                                                       | Tổng thời lượng:                                                                        | 18:16      |

| Goodbye - Repackaged edition (Digitally) | Goodbye - Repackaged edition (Digitally) | Goodbye - Repackaged edition (Digitally) | Goodbye - Repackaged edition (Digitally) | Goodbye - Repackaged edition (Digitally) |
| STT                                      | Nhan đề                                  | Phổ lời                                  | Phổ nhạc                                 | Thời lượng                               |
| ---------------------------------------- | ---------------------------------------- | ---------------------------------------- | ---------------------------------------- | ---------------------------------------- |
| 1.                                       | "Goodbye"                                | 안영민 로코                              | 안영민                                   |                                          |
| 2.                                       | "Goodbye" (Chinese Version)              | 안영민 로코                              | 안영민                                   |                                          |

| Goodbye - Repackaged edition (Physically) | Goodbye - Repackaged edition (Physically)  | Goodbye - Repackaged edition (Physically)                            | Goodbye - Repackaged edition (Physically)                                             | Goodbye - Repackaged edition (Physically) |
| STT                                       | Nhan đề                                    | Phổ lời                                                              | Phổ nhạc                                                                              | Thời lượng                                |
| ----------------------------------------- | ------------------------------------------ | -------------------------------------------------------------------- | ------------------------------------------------------------------------------------- | ----------------------------------------- |
| 1.                                        | "Goodbye"                                  | 안영민 로코                                                          | 안영민                                                                                |                                           |
| 2.                                        | "Goodbye" (Chinese Version)                | 안영민 로코                                                          | 안영민                                                                                |                                           |
| 3.                                        | "I'm Good" (featuring K.Will)              | Duble Sidekick (Park Jang-geun, Kim Jung-seung) David Kim Long Candy | Duble Sidekick (Park Jang-geun, Kim Jung-seung) Golden Doohyun (Kim Doo-hyun) Mustang | 3:10                                      |
| 4.                                        | "I'm Good" (Solo Version)                  | Duble Sidekick (Park Jang-geun, Kim Jung-seung) David Kim Long Candy | Duble Sidekick (Park Jang-geun, Kim Jung-seung) Golden Doohyun (Kim Doo-hyun) Mustang | 3:10                                      |
| 5.                                        | "I'm Good" (Chinese Version)               |                                                                      |                                                                                       |                                           |
| 6.                                        | "Love Effect"                              | Monster Factory Yang Sung-ok                                         | Monster Factory Yang Sung-ok                                                          | 3:26                                      |
| 7.                                        | "Rain Tears" (눈물비)                      | e.one (Choi Hyun-joon, Jung Ho-hyun)                                 | e.one (Choi Hyun-joon, Jung Ho-hyun) EJ Show                                          | 3:59                                      |
| 8.                                        | "Goodbye" (Instrumental)                   |                                                                      | 안영민                                                                                |                                           |
| 9.                                        | "Goodbye" (Chinese Version) (Instrumental) |                                                                      | 안영민                                                                                |                                           |
| 10.                                       | "I'm Good" (Instrumental)                  |                                                                      | Duble Sidekick (Park Jang-geun, Kim Jung-seung) Golden Doohyun (Kim Doo-hyun) Mustang | 3:10                                      |
| 11.                                       | "I'm Good" (Solo Version) (Instrumental)   |                                                                      | Duble Sidekick (Park Jang-geun, Kim Jung-seung) Golden Doohyun (Kim Doo-hyun) Mustang | 3:10                                      |
| Tổng thời lượng:                          | Tổng thời lượng:                           | Tổng thời lượng:                                                     | Tổng thời lượng:                                                                      | 34:14                                     |

## Bảng xếp hạng

### Album
| EP       | Xếp hạng cao nhất Gaon |
| -------- | ---------------------- |
| I'm Good | 6                      |
| Goodbye  | 8                      |

### Doanh số
| EP       | Doanh số bán hàng Gaon |
| -------- | ---------------------- |
| I'm Good | 5.744                  |
| Goodbye  | 2.552                  |

## Lịch sử phát hành
| EP       | Ngày                 | Quốc gia      | Định dạng           | Hãng đĩa                                           |
| -------- | -------------------- | ------------- | ------------------- | -------------------------------------------------- |
| I'm Good | 7 tháng 5 năm 2015   | Hàn Quốc      | CD, Tải kỹ thuật số | MBK Entertainment LOEN Entertainment Interpark INT |
| I'm Good | 7 tháng 5 năm 2015   | Toàn thế giới | Tải kỹ thuật số     | MBK Entertainment                                  |
| Goodbye  | 30 tháng 10 năm 2015 | Hàn Quốc      | CD, Tải kỹ thuật số | MBK Entertainment LOEN Entertainment Interpark INT |
| Goodbye  | 13 tháng 10 năm 2015 | Toàn thế giới | Tải kỹ thuật số     | MBK Entertainment                                  |